# Kazimiera Juszka
Kazimiera Juszka – polska prawnik, dr hab. nauk prawnych profesor uczelni i dyrektor Instytutu Prawa i Ekonomii Uniwersytetu Pedagogicznego im. Komisji Edukacji Narodowej w Krakowie.

## Życiorys
W 1982 ukończyła studia w zakresie prawa na Uniwersytecie Jagiellońskim, 27 czerwca 1994 obroniła pracę doktorską Wersja kryminalistyczna w ściganiu poważnych przestępstw pospolitych, 13 maja 2016 habilitowała się na podstawie pracy zatytułowanej Analiza wpływu oględzin kryminalistycznych na wykrywalność sprawców zabójstw. Została zatrudniona na stanowisku adiunkta w Katedrze Kryminalistyki i Bezpieczeństwa Publicznego na Wydziale Prawa i Administracji Uniwersytetu Jagiellońskiego.
Była profesorem nadzwyczajnym w Instytucie Prawa, Administracji i Ekonomii na Wydziale Politologii Uniwersytetu Pedagogicznego im. Komisji Edukacji Narodowej w Krakowie w Krakowie.
Jest profesorem uczelni i dyrektorem w Instytucie Prawa i Ekonomii Uniwersytetu Pedagogicznego im. Komisji Edukacji Narodowej w Krakowie.